# 蓮花楼 〜江湖を渡る者たち 〜
『蓮花楼 〜江湖を渡る者たち 〜』（れんかろう 〜こうこをわたるものたち 〜、原題：莲花楼、英題：Mysterious Lotus Casebook）は、藤萍による武侠小説『吉祥紋蓮花楼』を原作とし、郭虎が監督、劉芳が脚本を務めた2023年に放送された武侠時代劇ドラマである。2023年7月23日よりiQIYIで配信され、海外ではiQIYI国際版、WOWOW、CHANNEL CHINA（韓国）、MediaCorp Channel 8（シンガポール）で視聴可能となった。

## あらすじ
李相夷（演：成毅）は、金鴛盟の盟主・笛飛声（演：肖順堯）と東海で決闘を交わした後、両者ともに行方不明となる。10年後、李相夷は身分を隠し「李蓮花」と名乗る流浪の医師となっていた。ある日、熱血漢の若者・方多病（演：曾舜晞）と出会い、数奇な縁で李蓮花、笛飛声、方多病の3人は再び交錯し、江湖で起きる数々の不思議な事件を共に解決していく。

## キャスト

### メインキャスト
| 俳優                                           | 役       | 紹介 | 声優     |
| ---------------------------------------------- | -------- | --- | -------- |
| 成毅 （少年時代：徐崴羅） （子供時代：謝子墨） | 李蓮花   | 李相夷の変名。 隠居した元・江湖の名士で、現在は田舎で暮らす流浪の医者。十年前、四顧門の門主として金鴛盟の盟主・笛飛声と東海で決戦した後、身を隠していた。現在は毒「碧茶」に侵されながらも、若者・方多病と出会い、再び江湖の渦に巻き込まれていく。                                                                                                |          |
| 成毅 （少年時代：徐崴羅） （子供時代：謝子墨） | 李相夷   | 四顧門の門主。漆木山の弟子であり、単孤刀の弟弟子。李相顯の実弟。南胤皇室の末裔（芳璣太子と龍萱公主の孫）。 15歳で天下無双の剣士となり、17歳で四顧門を創設。10年前、笛飛声との決闘で海に落ち、消息を絶った。その戦いで四顧門の58人の英雄が命を落とし、門派は四分五裂となった。 剛剣「少師剣」と柔剣「刎頸」の二本を持つ。                         | 陳張太康 |
| 大黄                                           | 狐狸精   | 李蓮花が飼っている犬。 |          |
| 曾舜晞 （少年：盧瑾灝）                        | 方多病   | 方家の長男。天機堂の少堂主であり、百川院の刑事探偵。 父は戸部尚書（官僚）、母は天機堂の堂主。百川院に入り、四顧門を再興することを夢見る。その理由は、李相夷を崇拝しているからである。 旅の途中で神医・李蓮花と出会い、江湖の騒動に巻き込まれる。実は、天機堂堂主・何曉惠の妹・何曉蘭と四顧門副門主・単孤刀の息子である。                         |          |
| 肖順堯 （少年：徐嘉希）                        | 笛飛声   | 金鴛盟の盟主。 若き日には笛家堡で蠱虫によって育成された死士。冷酷で感情に乏しく、武の道だけを追い求める人物。人の情には無関心で、ただ李相夷だけを対等な敵と認めている。 |          |
| 王鶴潤                                         | 角麗譙   | 金鴛盟の聖女であり、魚龍牛馬幇の幇主。南胤の血を引く。 絶世の美女で、その気品と美貌により多くの江湖の英雄たちが心を奪われた。 しかし彼女が心を寄せるのは笛飛声だけである。10年前、笛飛声と李相夷の決戦の際、四顧門の雲彼丘をそそのかして李相夷に毒を盛らせ、笛飛声を勝たせた。その後、重傷を負った笛飛声に代わり、金鴛盟を掌握した。             | 邱秋     |
| 陳都霊                                         | 喬婉娩   | 李相夷の恋人。 かつて李相夷は江湖のことに夢中で、彼女は次第に孤独を感じ、別れを考えるようになった。別れを切り出そうとした矢先、李相夷は海の戦いで行方不明となる。死を聞かされた彼女は過去を忘れようとし、肖紫衿との新たな関係を受け入れようとしたが、李相夷が生きていることを知り驚愕する。                                                      | 張惠霖   |
| 陳意涵                                         | 蘇小慵   | 万人人名録に名を連ねる蘇文才の孫娘。乳燕神針・関河夢の義妹。 男装して元宝山荘に潜入し、李蓮花と出会う。彼に助けられて正体を隠し通せたことで、好意を抱くようになる。やがてその好意は恋心へと変わり、告白するが、李蓮花には拒まれてしまう。それでも彼女は諦めず、誠意を尽くせばいつか彼の心を動かせると信じている。                                | 柯凱聞   |
| 劉夢芮                                         | 昭翎公主 | 大熙の公主。 性格は天真爛漫で、善良かつ活発。皇帝により方多病との政略結婚を命じられたが、方多病が婚礼から逃げ出し、怒った昭翎は江湖へ旅に出る途中で誘拐されてしまう。 しかし、それをきっかけに方多病と再会し、事件解決の過程で彼の正義感に惹かれていく。事件後は公主としての身分を取り戻し、江湖の旅を終えた方多病との結婚を改めて望むと伝える。 | 王婧児   |

### 李相夷/李蓮花　身の回りの人物たち
| 俳優                      | 役     | 紹介 | 声優     |
| ------------------------- | ------ | --- | -------- |
| 沈保平                    | 無了   | 普渡寺の僧侶。 李蓮花が李相夷であることを知る数少ない人物の一人で、長年にわたり彼の体内の「碧茶の毒」を抑える手助けをしてきた。                                         |          |
| 賀剛 （少年時代：肖添仁） | 単孤刀 | 元・四顧門副門主。 李相夷の師兄（兄弟弟子）であり、方多病の叔父（実の父親）。10年前に金鴛盟の三王との戦いで戦死したとされていたが、実は偽装死であった。                 | 趙銘洲   |
| 黄宥明                    | 肖紫衿 | 元・四顧門四護法の一人。 喬婉娩に想いを寄せており、李相夷が失踪して10年後、ようやく彼女と結ばれ、夫婦となった。                                                         | 陳張太康 |
| 波                        | 紀漢仏 | 百川院の大院主。 「仏彼白石」と呼ばれる四人の一人。 | 李宇峰   |
| 路宏                      | 雲彼丘 | 百川院の第二院主。「仏彼白石」の一人。 金鴛盟の角麗譙の「画皮媚術」に惑わされ、李相夷と笛飛声の決戦直前に、李相夷に「碧茶の毒」を盛り、李相夷が重傷を負う原因となった。 | 劉思岑   |
| 劉蔚森                    | 白江鶉 | 百川院の第三院主。「仏彼白石」の一人。 | 凌振赫   |
| 吳施楽                    | 石水   | 百川院の第四院主。「仏彼白石」の一人。 | 萬舒心   |

### 方多病　身の回りの人物たち
| 俳優   | 役     | 紹介 | 声優   |
| ------ | ------ | --- | ------ |
| 郭軍   | 方則仕 | 戸部尚書。 方多病の養父であり、表向きは母・何曉惠の夫。厳格だが愛情深く、方多病が科挙に合格し、朝廷に入ることを願っている。 |        |
| 丁一一 | 何曉鳳 | 天機堂の第二堂主。 天機堂の門主・何曉惠の妹で、方多病の叔母。                                                               |        |
| 徐百慧 | 何曉惠 | 天機堂の門主。 世間では方多病の母親とされているが、実際には養母であり伯母。戸部尚書・方則仕の正妻。                         | 劉芊含 |

## 制作情報
このドラマは2022年6月26日に横店影視城にてクランクイン、同年10月にクランクアップ。

## 受賞
| 年   | 授賞式・イベント名                 | 賞                   | 受賞者・作品名                   | 結果       |
| ---- | ---------------------------------- | -------------------- | -------------------------------- | ---------- |
| 2024 | 新京報2023年ドラマ・俳優ランキング | 年間人気男優賞       | 成毅                             | 受賞       |
| 2024 | 2024年首都テレビ春の推薦会         | 年間優良ドラマ賞     | 『蓮花楼 〜江湖を渡る者たち 〜』 | 受賞       |
| 2024 | 第29回上海テレビ祭・白玉蘭賞       | 最優秀脚本賞（改編） | 劉芳                             | ノミネート |
| 2024 | 第29回アジアテレビアワード         | 最優秀主演男優賞     | 成毅                             | 入選       |